# فيسغستوك
فيسغستوك (بالإنجليزية: Wissigstock)‏ هو أحد جبال سلسلة جبال الألب أوري ويقع في كانتون أوبفالدن/كانتون أوري في سويسرا. يحتل المرتبة رقم 249 في قائمة جبال سويسرا من حيث الارتفاع، إذ يبلغ ارتفاعه حوالي 2887 متر، بينما يبلغ ارتفاع نتوء الجبل 329 متر.